# 竹中美彩
竹中 美彩（たけなか みさ、本名：池江美彩、1974年12月11日 - ）は、フリーアナウンサー。オフィスキイワード所属。夫はJRA調教助手でディープインパクトやメジロマックイーン、ステイゴールドなどの調教担当をしていた池江敏行。

## 経歴・人物
大阪府生まれ、神奈川県川崎市育ち。
神奈川県立生田高等学校、フェリス女学院大学卒業後、1998年UHB北海道文化放送にアナウンサーとして入社。同期は篠原巨樹。
UHB北海道文化放送在職時は、情報・バラエティ・スポーツ番組の司会をメインに『めざましテレビ』北海道中継リポーターを6年半担当した。
丸岡いずみの退社に伴い、「オモシロガールズ」に加入。高田英子・千葉朱里と供に「オモシロガールズ2」を結成。
「おもしろガールズ」解散後、UHBのキャンペーン「ともだっち」の主役「みちゅ」の声を担当。放送前・放送終了後の歌も「竹中おねえさん」として歌っていた。
2006年11月30日付でUHB北海道文化放送を退社。
2007年秋にオフィスキイワードへ所属し、同年10月からKBS京都に出演。他にも競馬場のイベントMCなど競馬関連の業務を担当。
2008年4月、読売テレビ『情報ライブ ミヤネ屋』 のリポーターに就任し、約1年半ぶりの全国ネット復帰となる。
2009年秋より、第1子出産のため産休に入る。
血液型B型。趣味はフラダンスとハワイ。

## 担当番組
- 情報ライブ ミヤネ屋（読売テレビ制作・日本テレビ系列　リポーター）
- 長原成樹・天海源一郎の夕刊マーケット（KBS京都・木曜フリーウェーブ内1部）
- 情報ワイド　とっておき滋賀545（びわ湖放送・水曜・木曜担当　メイン司会）
- 競馬イベント司会
  - 有馬記念・2007年（阪神競馬場）　ゲスト：阪神タイガース
  - 皐月賞・2008年（阪神競馬場）　ゲスト：小野真弓
  - 天皇賞 (春)・2008年（京都競馬場）　ゲスト：内藤大助
  - 日本ダービー・2008年（Gate J.）
  - 菊花賞・2008年（京都競馬場）　ゲスト：アントニオ猪木
  - Gate J.開館6周年記念イベント・2008年　ゲスト：モエヤン・川田将雅・浜中俊
  - エリザベス女王杯・2008年（京都競馬場）　ゲスト：石田純一
  - ジャパンカップダート・2008年（阪神競馬場）　ゲスト：岩村明憲
  - 阪神ジュベナイルフィリーズ・2008年（阪神競馬場）　ゲスト：今井りか
  - 高松宮記念・2009年（Gate J.）
  - 天皇賞 (春)・2009年（京都競馬場）　ゲスト：長谷川穂積
  - 京都新聞杯・2009年（京都競馬場）　ゲスト：専門誌各紙
  - オークス・2009年（Gate J.）ゲスト：専門誌各紙
  - 宝塚記念・2009年（Gate J.）ゲスト：専門誌各紙
  - Gate J.サポーターズトークショー・2009年（Gate J.）ゲスト：池江敏行・太平洋・井上オークス

初めての夫婦でのトークショー共演となる。

## 過去の担当番組
フジテレビ
- めざましテレビ
- めざましどようび

（いずれも、全国中継リポーター北海道担当）
- 土曜一番!花やしき（北海道パートMC）
- 27時間テレビ
- 女子アナスペシャル1999年優勝（27時間テレビ中、フジテレビのお昼のニュースを担当）
- 大晦日特番＜全国中継リポーター＞

BSフジ
- わがまま!気まま!旅気分リポーター（UHB制作分）

フジテレビ系
- いつでも笑みを＜ネット中継＞

uhb・北海道ローカル
- えき☆スタ発＜月曜～金曜・15時～＞（MC）
- えき☆スタ発DX＜金曜日＞(MC)
- 土曜えき☆スタUP＜土曜・12時～＞（MC）
- のりゆきのトークDE北海道（入ってナンボ＜月＞・お天気ですか＜木＞）ほか
- ドラマチック競馬＜日・15時～＞（中央競馬北海道シリーズ開催時、2005年から司会担当）
- 日本ダービー展望＜不定期＞(司会)
- 有馬記念展望＜不定期＞(司会)
- 北海道マラソン
- めざまし北海道＜月～水・5時～＞(MC)
- UHBスーパーニュース＜不定期＞(中継・リポートなど）
- 土曜こんばんら!＜土・18時30分～＞
- 恋愛ゴブンカツ
- MUSE1st/2nd(MC)
- ともだっち〜ず＜月～金曜・0時30分～＞(MC)
- 増刊ともだっち～ず＜不定期＞(MC)
- KISS TV＜月・21時55～＞(MC)
- ぷちとも＜不定期＞(MC)
- おもしろ万年堂＜不定期＞(MC)
- 朗読＜不定期＞
- よさこいソーラン祭り司会・リポーター
- その他、特番司会など…